# دانشکده تئاتر آکادمی هنرهای نمایشی پراگ
دانشکده تئاتر آکادمی هنرهای نمایشی پراگ (چکی: Divadelní fakulta Akademie múzických umění v Praze) یکی از سه بخش آکادمی هنرهای نمایشی پراگ (در کنار دانشکدهٔ موسیقی و رقص و دانشکدهٔ سینما و تلویزیون) است. این آکادمی بلافاصله پس از جنگ جهانی دوم در سال ۱۹۴۵ افتتاح شد. معلمان این دپارتمان شامل شخصیت‌های برجسته در تئاتر مدرن چک هستند، مانند اوتومار کریچا، طراح صحنه فرانتیشک تروستر و ایوان ویسکچیل. این دانشکده یکی از اعضای اتحادیه اروپایی موسسات هنر (ELIA) و شبکه اروپایی مدیریت فرهنگی و سیاست (ENCATC) است.

## برخی فارغ‌التحصیلان
- ایوانا خیلکووا
- یورای هرتز
- کارل رودن
- یان شوانکمایر